# Horaglanis alikunhii
Horaglanis alikunhii es una especie de pez de la familia Clariidae en el orden de los Siluriformes.

## Hábitat
Es un pez de agua dulce y de clima tropical.

## Distribución geográfica
Se encuentra en la India.